# Чихачов (хребет)
Хребетът Чихачов (на руски: Чихачëва хребет) е високопланински хребет в югоизточната част на планината Алтай, разположен по границата на Русия, Република Алтай и Република Тува и Монголия, аймак Баян-Йолгий.
Простира се по меридиана от север на юг на протежение около 100 km, като на северозапад се свързва с Курайския хребет, на север – с Чулишманската планинска земя, а на югозапад – с граничния хребет Сайлюгем, чрез прохода Дурбет-Даба (2481 m). Затваря от изток Чуйската степ. В южната му част, на монголска територия се издига най-високата му точка връх Турген-Ула 4029 m (49°47′59″ с. ш. 89°45′15″ и. д. / 49.799722° с. ш. 89.754167° и. д.). Изграден е от пясъчници, варовици, кристалинни шисти и кварцити. По най-високите части има малки ледници. От него водят началото си реките Чуя (десен приток на Катун) и Башкаус (ляв приток на Чулишман) и няколко десни притока на река Бухе-Мурен (влива се в езерото Ачит-Нуур). Склоновете му са заети от злаково-полинни степи, а най-високите части – от камениста тундра. За първи път хребетът е открит, проследен, изследван и първично картиран през 1842 г. от видния руски географ и геолог, изследовател на Алтай Пьотър Чихачов и по-късно в негова чест е наименуван хребет Чихачов.